# Провулок Христофора Барановського (Житомир)
 Провулок Христофора Барановського  — провулок в Богунському районі Житомира. Названий на честь українського державного та політичного діяча Христофора Барановського.

## Розташування
Бере початок від вулиці Радивилівської та прямує на північний схід, через 100 метрів завертає під кутом 90 градусів на північний захід. Довжина провулку — 150 метрів.

## Історія
До 19 лютого 2016 року називався 10-й Піонерський провулок. Відповідно до розпорядження Житомирського міського голови від 19 лютого 2016 року № 112 «Про перейменування топонімічних об'єктів та демонтаж пам'ятних знаків у м. Житомирі», перейменований на провулок Христофора Барановського.